# Biserica Buna Vestire din Pietrarii de Sus
Biserica „Buna Vestire” din Pietrarii de Sus este un monument istoric aflat pe teritoriul satului Pietrarii de Sus, comuna Pietrari. În Repertoriul Arheologic Național, monumentul apare cu codul 172368.01.
Biserica „Buna Vestire” - fostul Schit Climent este ctitoria episcopului Râmnicului Climent, a lui Macarie ieromonah și frații săi: Ioan ispravnic și Ilarion, proegumenul mănăstirii Bistrița. Biserica a fost pictată în două etape, mai întâi de către Popa Gheorghe și fratele său Andrei, ucenici fiind Danciu și Filip la 1744 și în a două etapă de către Popa Antonie (preotul Antonie de la schitul Surpatele) în 1846 (Alexandru Lapedatu, Meșterii bisericilor din Țara Românească, V, 1912). În a doua jumătate a anului 2008 a avut loc o intervenție de restaurare asupra bisericii, ceea ce a dus la dispariția picturilor exterioare, singurele care se mai păstrează fiind cele din pridvor precum și pictura centrală a fațadei vestice.